# Kamel Tahir
Pour les articles homonymes, voir Tahir.
Kamel Tahir est un footballeur international algérien né le 11 janvier 1945 à Bologhine dans la wilaya d'Alger et mort le 11 janvier 2023. Il évoluait au poste de gardien de but.
Il compte onze sélections en équipe d'Algérie entre 1966 et 1974.

## Biographie

### En club
Kamel Tahir évolue en première division algérienne avec les clubs de l'USM Alger et de la JS Kabylie, club avec lequel il remporte trois Championnats d'Algérie et une Coupe d'Algérie , ainsi qu'une Supercoupe d'Algérie.

### En équipe nationale
Kamel Tahir reçoit onze sélections en équipe d'Algérie. Il joue son premier match le 24 novembre 1971, contre la Libye (nul 0-0).
Son dernier match a lieu le 11 mai 1974, contre la Tunisie (défaite 1-2).

## Palmarès
| USM Alger - Coupe d'Algérie : - Finaliste : 1968-69 et 1969-70. - Coupe du Maghreb des vainqueurs de coupe : - Finaliste : 1969-70.                                     |  | JS Kabylie \| - Championnat d'Algérie (3) : - Champion : 1972-73, 1973-74 et 1976-77. - Coupe d'Algérie (1) : - Vainqueur : 1976-77. - Supercoupe d'Algérie (1) : - Vainqueur : 1973. \| \| - Coupe du Maghreb des clubs champions : - Finaliste : 1973-74. \| |
| - Championnat d'Algérie (3) : - Champion : 1972-73, 1973-74 et 1976-77. - Coupe d'Algérie (1) : - Vainqueur : 1976-77. - Supercoupe d'Algérie (1) : - Vainqueur : 1973. |  | - Coupe du Maghreb des clubs champions : - Finaliste : 1973-74. |